# St-Nicolas (Maillezais)

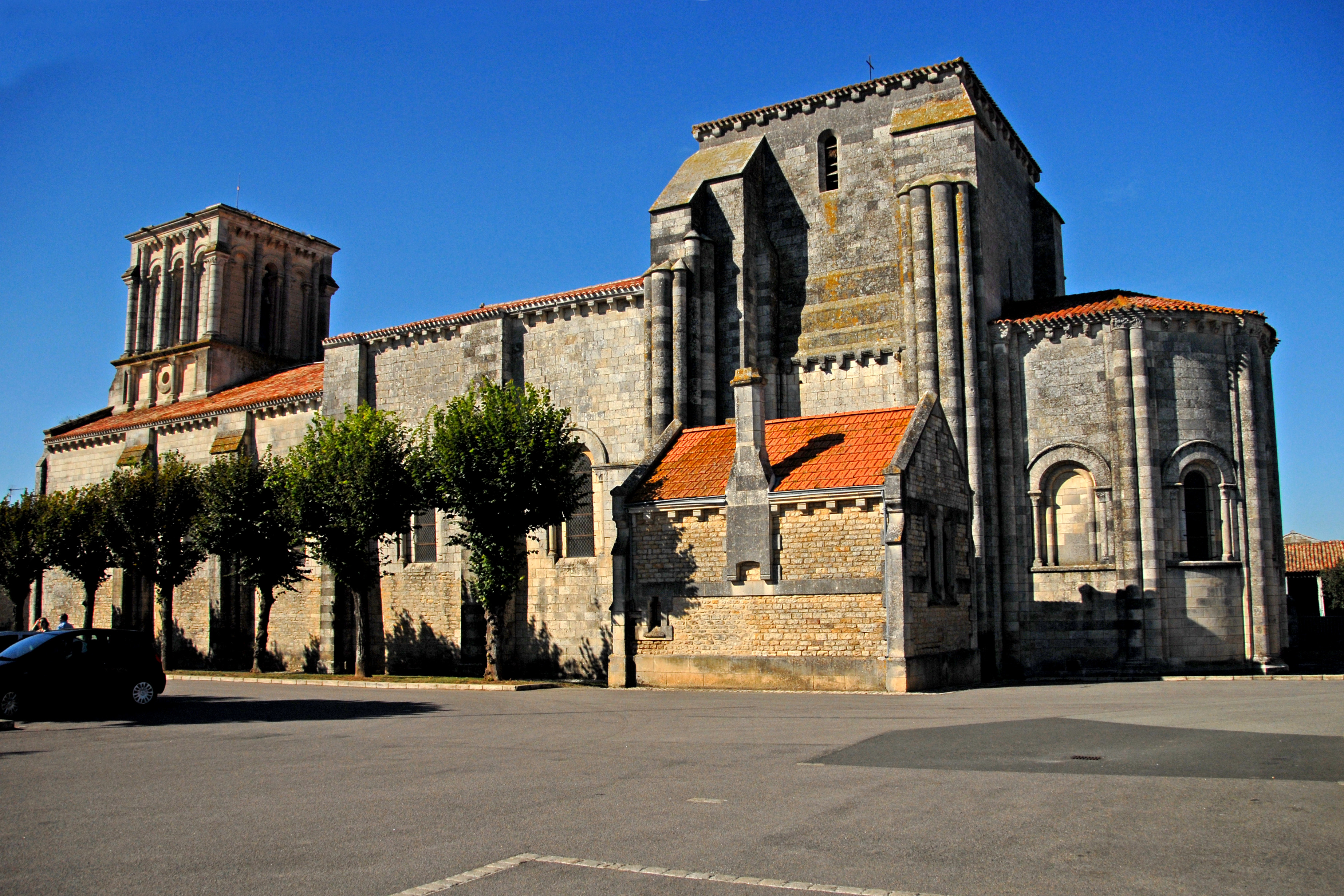
Maillezais, St. Nicolas, Gesamtansicht von S-O

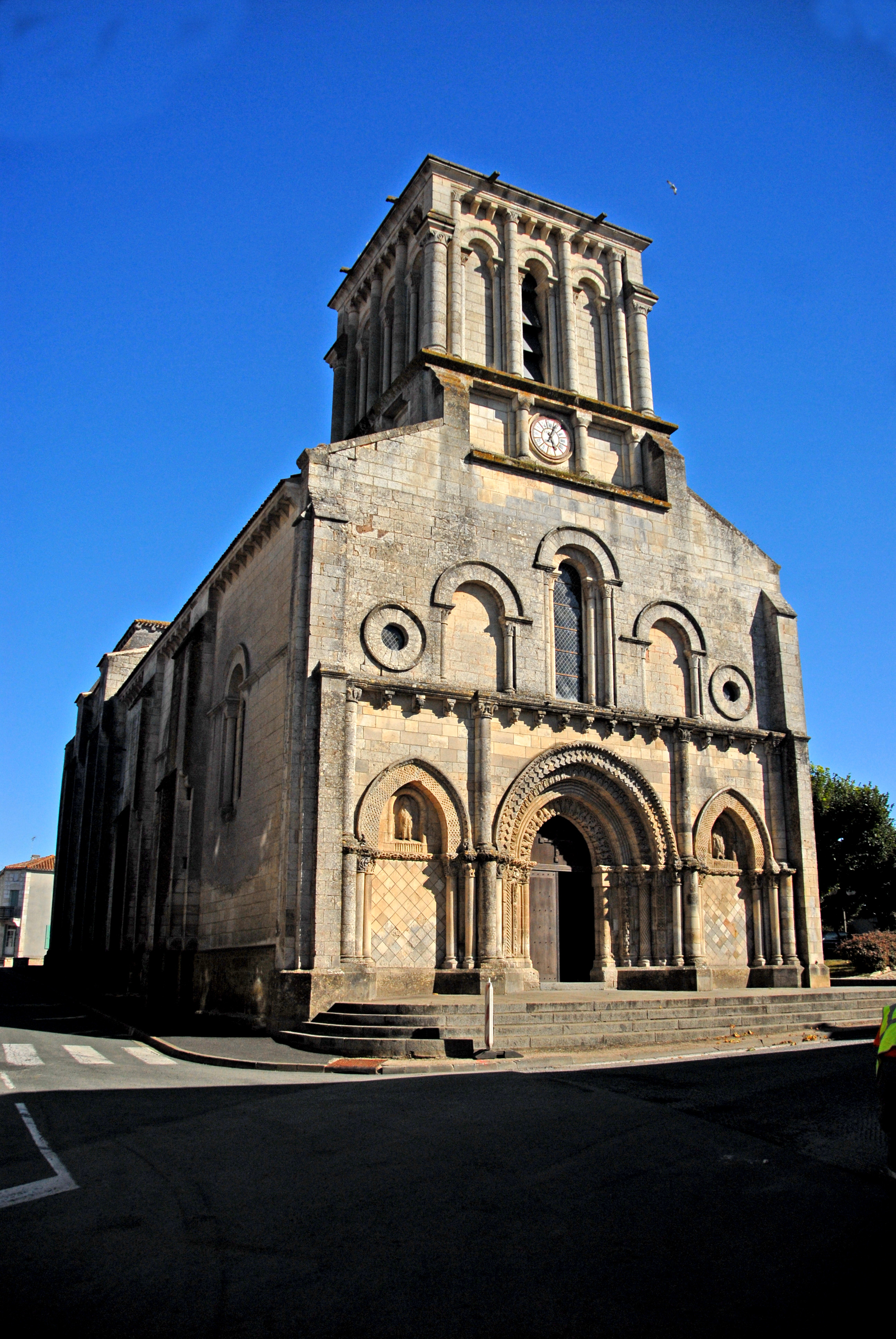
Maillezais, St. Nicolas, Fassade mit Glockenturm, von Westen

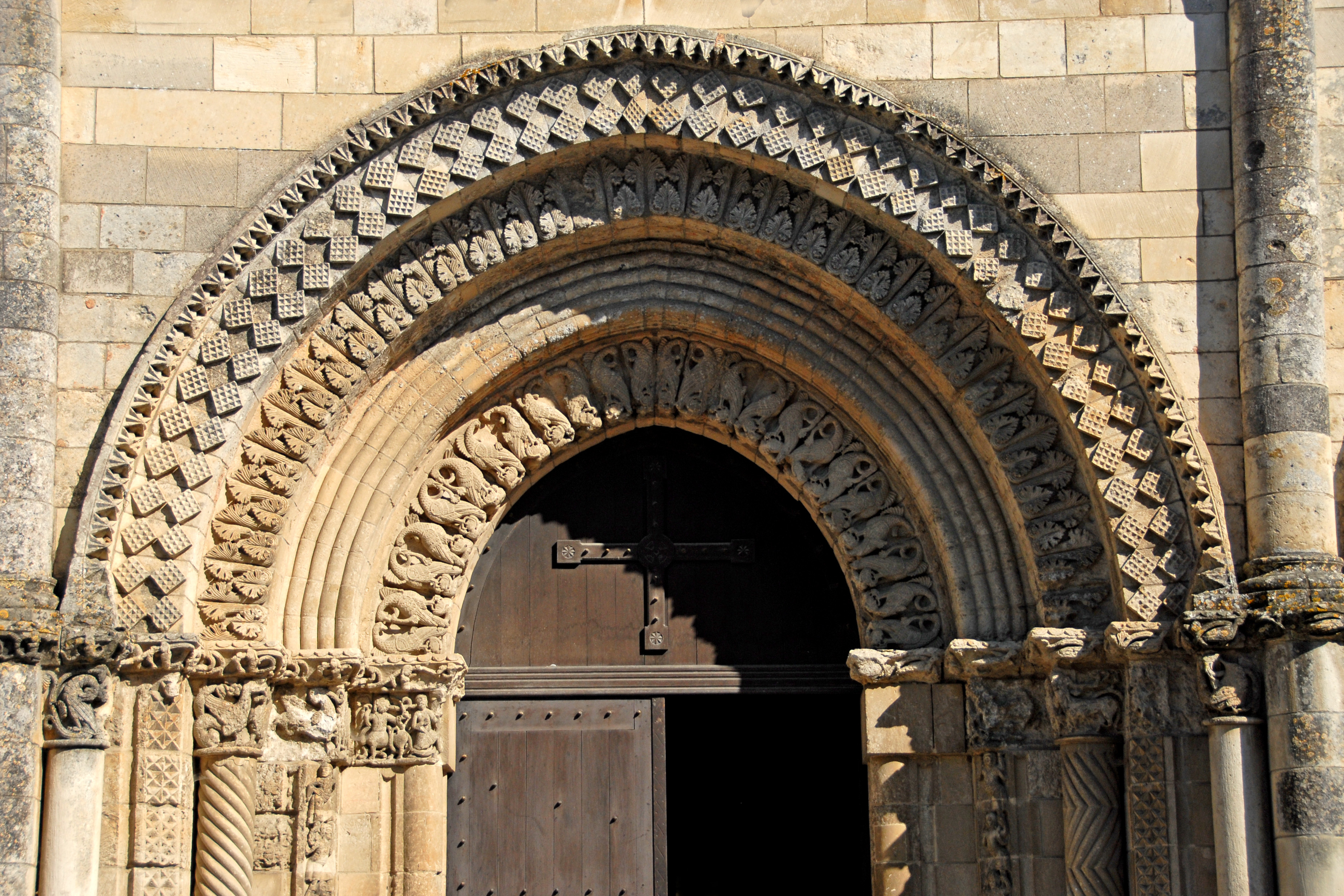
Maillezais, St. Nicolas, Archivoltenportal, fünfgliedrig, mit Kapitellen

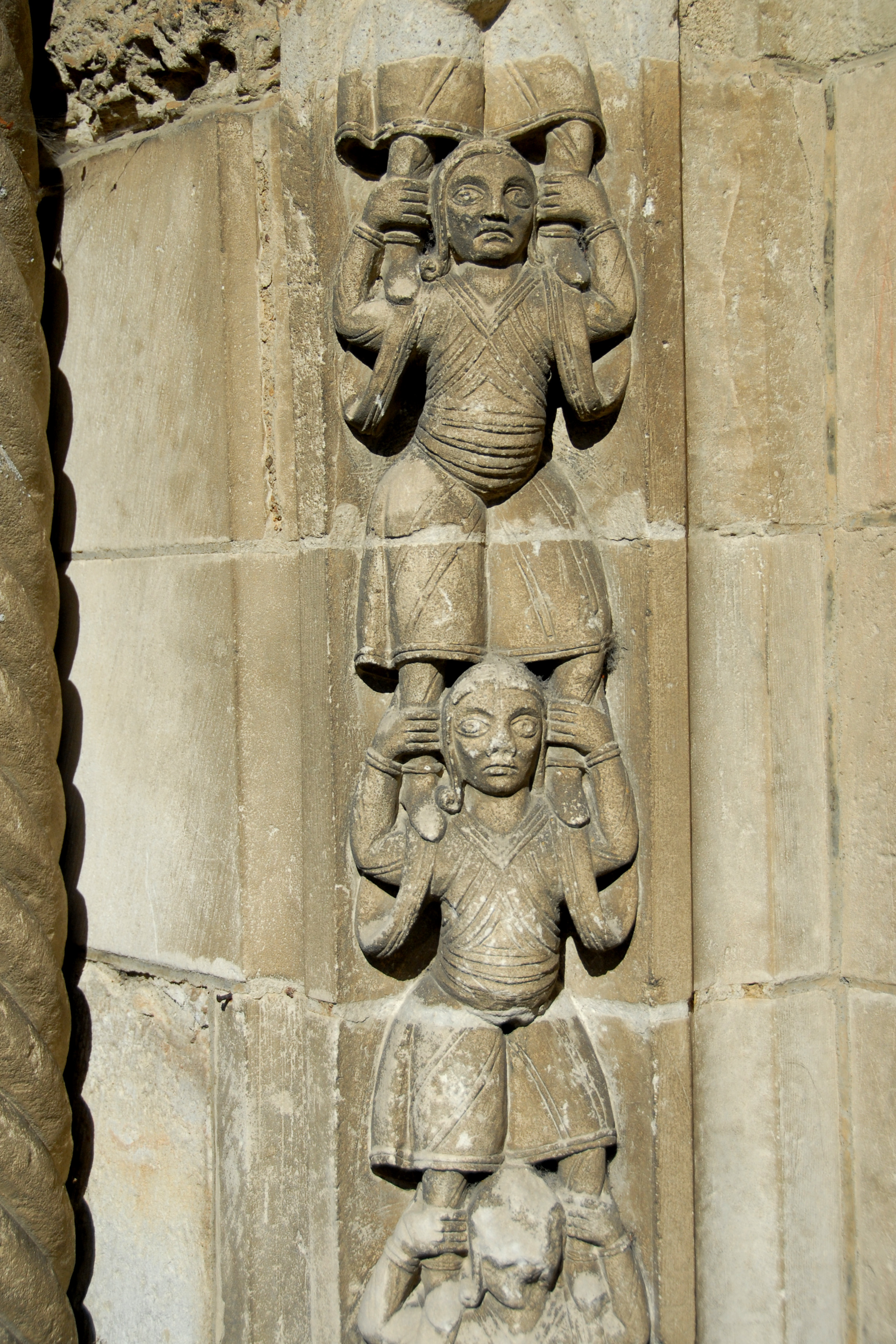
Maillezais, St. Nicolas, Artistenpfeiler

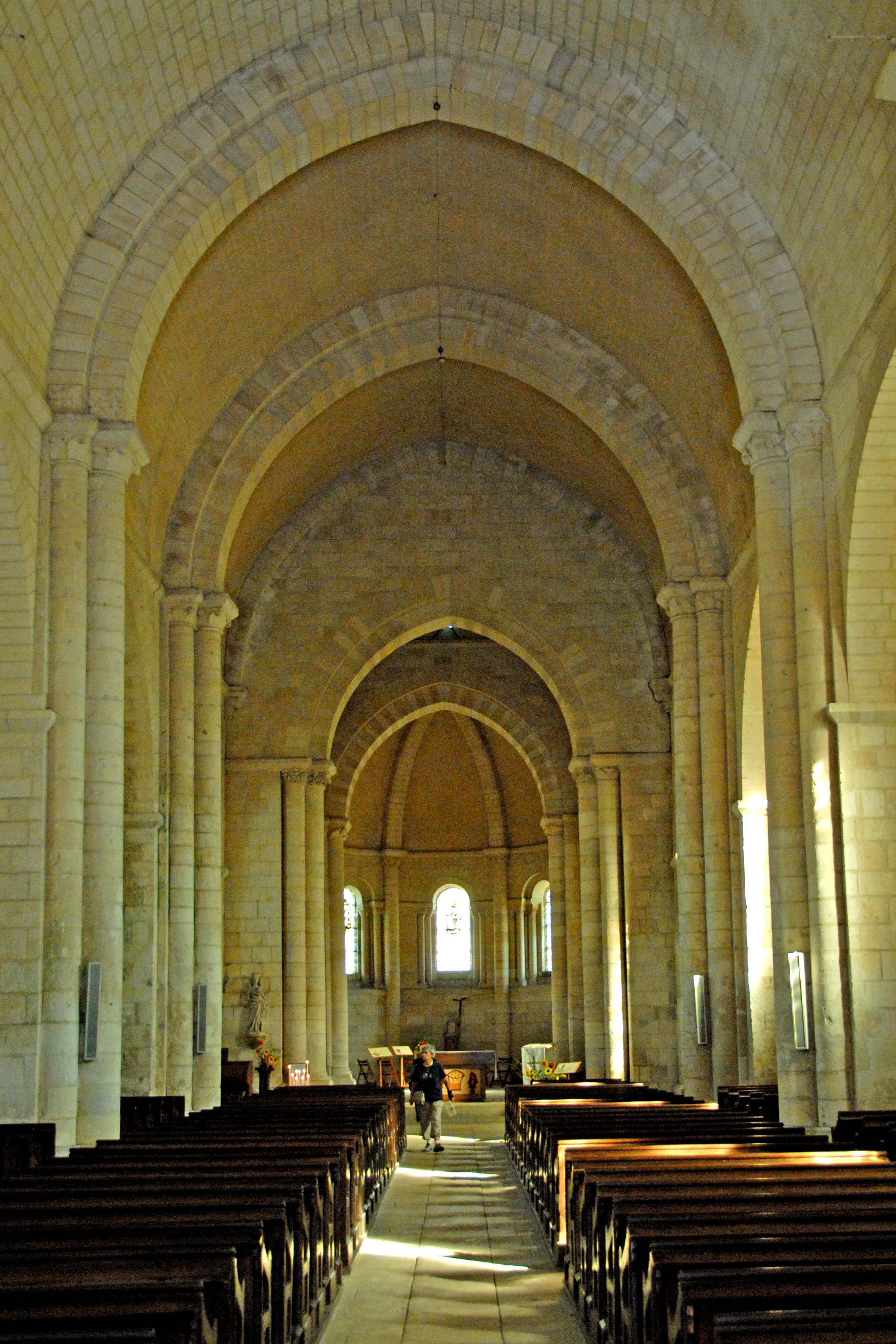
Mittelschiff, Joche 4+5, Vierungswand, angespitzte Bögen + Gewölbe

Die Pfarrkirche Saint-Nicolas ist ein romanisches Baudenkmal inmitten der Ortschaft Maillezais (Département Vendée, Région Pays de la Loire, am Ufer der Jeune Autise). Im Laufe des Niedergangs kirchlicher Bauwerke litt sie stark, entging aber größeren Abrissbestrebungen, wie sie bei der Abtei Maillezais stattfanden.
Gegen Ende des 19. Jahrhunderts erfolgte eine umfassende Sanierung und Restaurierung.

## Äußere Gestalt
Urzelle und ältestes Bauteil ist offensichtlich der quadratisch Vierungsturm, im Charakter eines Wehrturms, dessen Seitenwände mangels eines Querhauses, vom Geländeniveau bis zu den Wandkronen frei liegen und sichtbar sind, und die das Schiff (frz La nef) deutlich überragen. Um die Turmecken herum reichend sind unmaßstäblich dicke Stützpfeiler angebaut, die fast bis zur Turmhöhe reichen. Außen davor sind noch Pfeilerbündel aus 4 bis 6 Rundstützen angefügt, die vielleicht die Wuchtigkeit der Stützpfeiler etwas dämpfen sollten. Die Wandkronen schließen mit Kraggesimsen ab, über denen die roten „römischen“ Ziegel des flach geneigten Kegeldachs ein wenig vorspringen und so eine echte Traufe bilden. Diese Art der Dacheindeckung und Traufenausbildung finden auch bei den anderen Dächern des Bauwerks Verwendung. Auf den beiden Seiten der Vierung gibt es in gleicher Form, Größe und Höhen wie in den Seitenschiffen je ein romanisches Fenster.
Der Choranbau wird umschlossen von zwei geraden Seiten und der halbkreisförmigen Apsis. Rundpfeilerbündel teilen die Außenwand des Chores in fünf fast gleich breite Abschnitte, mit drei echten Fenstern und zwei Blindfenstern an den Seiten. Die Ausstattung der Fenster entspricht denen der Fassade. Die Dachform besteht aus einer Kombination von einem Stück Satteldach und einem halben Kegeldach, beide flach geneigt.
Bei den Seitenwänden des Langhauses erkennt man an den Pfeilervorlagen und den Fenstern dazwischen, die innere Gliederung in fünf Joche. Nach dem dritten Joch kommt ein Versatz der Außenwand und des Daches, nach außen und nach oben. Daraus ergibt sich eine Verbreiterung der Seitenschiffe in Joch 4 und 5. Die Fensterausstattungen sind wieder wie in der Fassade. Die Dachform ist ein flach geneigtes Satteldach, von der Fassade bis an die Vierung.
Der quadratische Glockenturm steht über dem ersten Joch und ist genau so breit. Er ist in der Höhe in ein dachnahes Sockelgeschoss und in ein Obergeschoss, mit der Glockenstube, geteilt. Jede Seite hat drei schlanke Arkaden, von denen nur die mittlere als Schallluke offen ist. Halbsäulen und Gesimse gliedern die vier Turmseiten. Die Dachform des Glockenturms entspricht der des Vierungsturms, eine flach geneigte Pyramide.
Die Glanzseite des Kirchengebäudes ist die Fassade (sh. nächsten Abschnitt).

## Fassade
Die Fassade sieht heute weitgehend so aus, wie zur Zeit ihrer Entstehung. Ihre Strukturen entsprechen poitevinischer Tradition. Etwa in halber Höhe der Fassade unterteilt sie ein weit ausladendes über alles durchlaufende Gesims, getragen von skulptierten Kragsteinen, in zwei Geschosse.
Unten mittig dominiert das, fünffach gestufte Archivoltenportal, beidseitig flankiert von kleineren Scheinportalen mit je zwei Archivolten. Das Untergeschoss wird zwischen und ganz außen neben den Portalen von Rundsäulen senkrecht geteilt und eingefasst, von der Säulenbasis bis zum Kapitell unter dem Gesims reichend, aber nicht aus einem Stück. Die Säulen werden in Höhe der Kämpfer der Archivoltenkapitelle durch einen eigenen Kämpfer unterteilt. Der obere Säulenabschnitt verjüngt sich aufwärts ein wenig. Die Bögen des Archivoltenportals sind kaum merklich angespitzt (franz. arcs brisées = gebrochene Bögen), bei den Scheinportalen etwas deutlicher.
Im Obergeschoss eine ähnliche Gliederung, ein zentrales schlankes Rundbogenfenster mit zwei Archivolten, beidseitig von zwei Rundstützen unterstützt. Es wird auf jeder Seite, aber mit Abstand von kleineren Scheinfenstern begleitet, mit halbrunder Einfacharchivolte. Der verbleibende Platz bis zur Fassadenaußenkante füllt jeweils noch ein „Ochsenauge“, eingerahmt von glatten Keilsteinen, außen umgeben von einem schmalen kreisrunden leicht herausragenden Einfassprofil.
Darüber verjüngt sich die glatte Fassade durch die Dachortgänge, um überzugehen in die fassadenbündigen
Strukturen aus Blendarkaden des quadratischen Glockenturms.
Das Ausmaß der figuralen Ausstattung der Archivolten und Gewände hält sich in Grenzen. Von den fünf Archivolten ist nur die innere figürlich vollplastisch und mit höchster Qualität herausgearbeitet. Es geht um die Aneinanderreihung von Greifvögeln (Phönix ?), in den Krallen überdimensional große Köpfe von Menschen, deren Körper sich auf der Innenseite der Archivolte krümmen und winden. Sind da etwa empor getragene Seelen von Menschen gemeint? Jede Figur ist anders als alle anderen. Die nächsten vier Archivolten sind nur auf den Fronten und nur sehr einfach gestaltet, mit längs verlaufenden Rundstäben, wiederkehrendem Blättermotiv und einfachen geometrischen Formen wie Waffelmuster.
Die Kapitelle, auf die die Archivolten aufstützen, sind wieder aufwändig figürlich gestaltet, mit tierischer und menschlicher Plastik, in äußerst feinen Strukturen. Die Säulen der Gewände sind einfach glatt oder spiralförmig gewunden. Auf jeder Seite gibt es einmal eine „Säule aus Menschenleibern“. Es türmen sich jeweils sechs Akrobaten in knielangen Hosen übereinander auf den Schultern des unteren stehend. Man meint die Anspannung in ihren Gesichtern zu erkennen.
Der figürliche Schmuck der Scheinportale beschränkt sich auf je eine stark verwitterte Figur eines Heiligen (Strahlenkranz) in einer einzelnen Blendarkade mit Rundbogen, auf dem glatten Hintergrund des Bogenfeldes. Ferner gibt es figürliche Plastik auf den Kapitellen und bei den waagerechten Bändern in Kämpferhöhe, hier sind es Menschen und Vögel, von pflanzlichen Ranken umwunden. Die Brüstungsfelder der Scheinportale sind mit quadratischen Steinplatten belegt, in diagonalem Kreuzverband.
Die Kragsteine unter dem die Fassade horizontal teilenden Gesims sind alle unterschiedlich geformt. Überwiegend werden Menschen- und Tierköpfe gezeigt, mit grimmigen oder komischen Fratzen, in der Mitte ein sich umarmendes Menschenpaar.

## Inneres

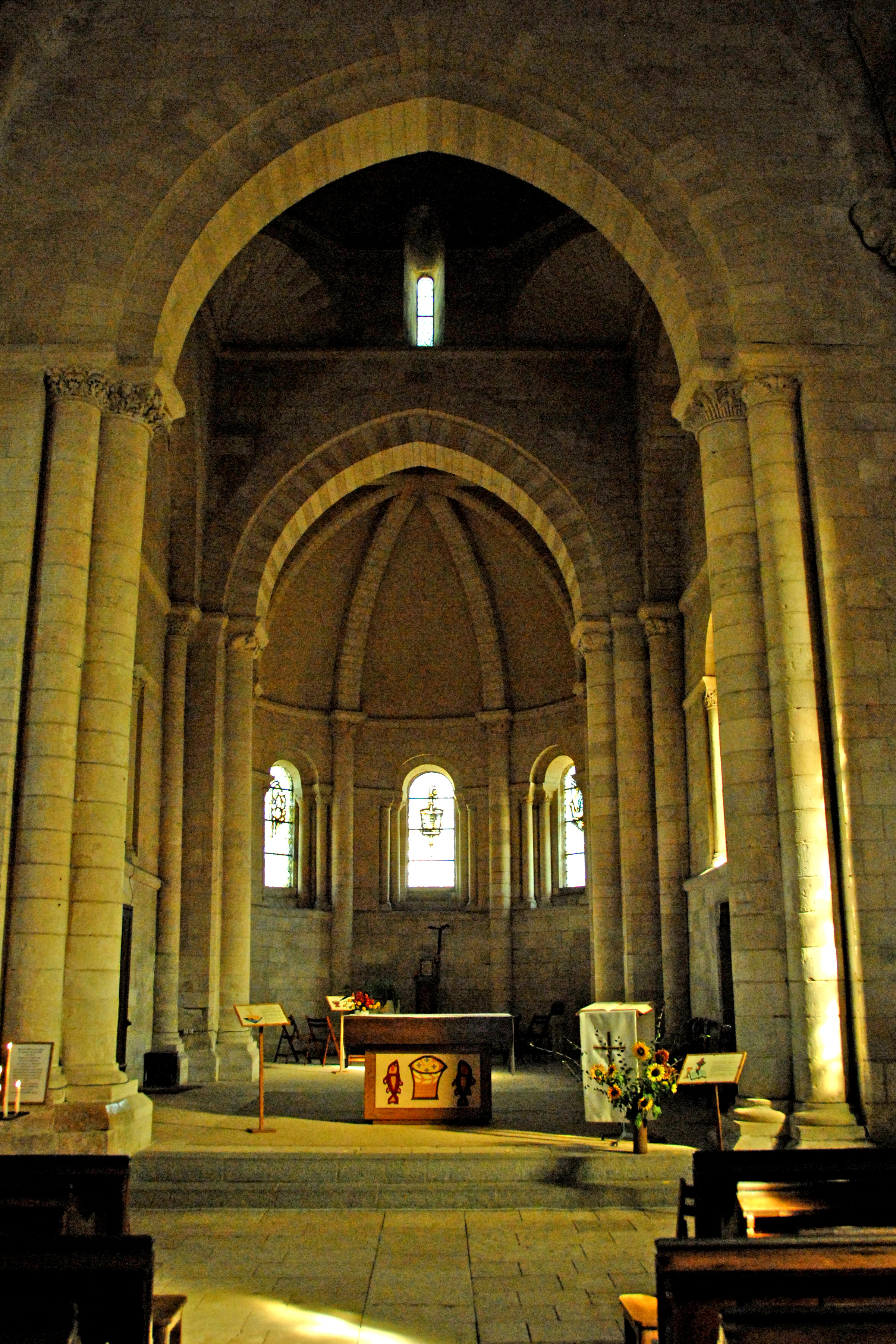
Vierung mit Kuppel u. Vouten, Chor mit Kreuzrippen

Die Kirche Saint-Nicolas hat heute noch ein vollkommen romanisches Innere, ohne jeden Umbau in gotischer Zeit. Das Langhaus ist dreischiffig, mit abgesenkten Seitenschiffen und mit fünf Jochen. Das Tonnengewölbe und die Bögen sind leicht angespitzt, und zwar bei den Gurten, Jochen und der Vierung, auch beim Triumphbogen zum Chor. Lediglich die Fenster werden von Rundbögen ohne Knick überdeckt. Die Gurtbögen im Mittelschiff haben hohe und abgestufte Querschnitte und lassen sie sehr wuchtig erscheinen. Die Steine der Bögen wechseln in den Farbnuancen hell mit dunkel ab. Die Stützen des Schiffs sind rechteckig und entsprechend der Wanddicke breit, und auf der Innenseite mit Bündeln aus drei Rundsäulen verstärkt, auf dem die kräftigen Gurtbögen ihre Lasten abtragen. Die archaischen Kapitelle sind in die Frühromanik einzustufen. Es gibt kein Querschiff. Die Vierung wird unmittelbar durch die seitlichen Fenster der Vierungsaußenwand belichtet. Weiter oben über dem Triumphbogen gibt es noch ein ganz winziges Fenster und eine Kuppel mit gefächerten Trompen. Der Chor ist halbrund abgeschlossen und mit einem Kreuzrippengewölbe überdeckt, dessen Rippen aber in schwerer romanischer Art.